# Liste der Monuments historiques in Corrobert
Die Liste der Monuments historiques in Corrobert führt die Monuments historiques in der französischen Gemeinde Corrobert auf.

## Liste der Objekte
| Bezeichnung                      | Beschreibung                                                                      | Standort                           | Kennzeichnung | Schutzstatus | Datum | Bild |
| -------------------------------- | --------------------------------------------------------------------------------- | ---------------------------------- | ------------- | ------------ | ----- | ---- |
| Eulalia-Altar                    | rechter Seitenaltar; Altartisch und Tabernakel; Holz, Anfang des 19. Jahrhunderts | in der Kirche St-Barthélemy (Lage) | PM51002821    | Inscrit      | 1978  |      |
| Skulptur Heilige Eulalia         | Stein, bezeichnet 1581                                                            | in der Kirche St-Barthélemy (Lage) | PM51002820    | Inscrit      | 1978  |      |
| Skulptur eines heiligen Bischofs | Holz, 17. Jahrhundert                                                             | in der Kirche St-Barthélemy (Lage) | PM51002825    | Inscrit      | 1978  |      |
| Linker Seitenaltar               | Altartisch; Holz, Anfang des 19. Jahrhunderts                                     | in der Kirche St-Barthélemy (Lage) | PM51002822    | Inscrit      | 1978  |      |
| Wandvertäfelung des Chorraums    | Holz, 18. Jahrhundert                                                             | in der Kirche St-Barthélemy (Lage) | PM51002823    | Inscrit      | 1978  |      |
| Hauptaltar                       | Altartisch und Tabernakel; Holz, 18. Jahrhundert                                  | in der Kirche St-Barthélemy (Lage) | PM51002824    | Inscrit      | 1978  |      |